# Comuna Iaroslavka, Șpola
Iaroslavka (în ucraineană Ярославка) este o comună în raionul Șpola, regiunea Cerkasî, Ucraina, formată din satele Iaroslavka (reședința) și Nova Iaroslavka.

## Demografie
Componența lingvistică a comunei Iaroslavka
     Ucraineană (97,81%)
     Rusă (1,46%)
     Alte limbi (0,73%)
Conform recensământului din 2001, majoritatea populației comunei Iaroslavka era vorbitoare de ucraineană (97,81%), existând în minoritate și vorbitori de rusă (1,46%).